# Cadereyta de Montes (kommun)
Cadereyta de Montes är en kommun i Mexiko.   Den ligger i delstaten Querétaro Arteaga, i den centrala delen av landet, 160 km norr om huvudstaden Mexico City.
Följande samhällen finns i Cadereyta de Montes:
- Cadereyta de Montes
- Bella Vista del Río
- San Javier
- Boxasní
- El Rincón
- Puerto de Chiquihuite
- Puerto del Salitre
- Villa Nueva
- Boyecito
- Portezuelo
- El Aguacate
- Camarones
- Los Amolitos
- Unidad Habitacional CTM
- El Terrero
- Puerto de la Luz
- Puerto de la Concepción
- Barrio de Guadalupe
- Yonthé
- Tzibantzá
- Los Maqueda
- Altamira
- San Antonio de la Cañada
- San José Tepozán
- La Culata
- El Devisadero
- El Banco
- Llanitos de Santa Bárbara
- Loma de Guadalupe
- La Puerta
- La Mora
- El Chilar
- La Rinconada
- Los Ríos
- Llano Blanco
- El Pinalito
- Mesa del Castillo
- La Veracruz
- Rancho Guadalupe
- Rancho la Honda
- El Arbolito
- Las Joyas
- La Loma Bonita
- El Huizache
- Barrio Solares
- La Esperanza
- San Juan de Enramadas
- Barrio los Silvestres
- Mesa del Niño
- Xodhé
- Santo Tomás
- Xidhí
- San José del Catiteo
- Los Mateos
- Los Remedios
- La Presa
- Santo Domingo
- Agua Fría